# Su-Mei Tse
Su-Mei Tse (Ciutat de Luxemburg, 29 de gener de 1973) és una música, artista i fotògrafa luxemburguesa. El seu treball combina fotografia, vídeo, instal·lacions i música. El 2003, va rebre el premi Lleó d'Or a la Biennal de Venècia per a la millor participació nacional.

## Educació
Filla d'un violinista xinès, i una pianista anglesa, Tse va néixer el 1973 a la Ciutat de Luxemburg. Es va formar en violoncel clàssic al conservatori de Luxemburg, on va guanyar el Primer Premi de Violoncel de 1991, abans de continuar els seus estudis al Conservatori de Música de París. El 1996, també va rebre un diploma en Impressió de Teixits de l'Escola Nacional Superior d'Arts Aplicades. Finalment, l'any 2000, es va graduar en arts plàstiques a l'École Nationale Supérieure des Beaux-Arts de París.

## Carrera professional
L'obra de Tse és el resultat d'una combinació de canvi constant de la fotografia, el vídeo i objectes en els quals el so, el ritme i la música tenen un paper important. Els seus primers treballs inclouen El titella (1999), on una interpretació seva amb el violoncel és contínuament interrompuda per les cordes de titelles, creant una nova composició. A Das wohltemperierte Klavier (2001), la música és arruïnada per unes venes que el músic porta als dits.
El gran èxit va arribar el 2003, amb el Lleó d'Or que va guanyar per la seva exposició "Aire condicionat" al pavelló de Luxemburg de la Biennal de Venècia. La seva projecció de vídeo Les balayeurs du Désert (Els Escombriaires del Desert) mostra els escombriaires amb els seus uniformes distintius de París, inútilment escombrant la sorra del desert, amb el so de les escombres contra l'asfalt. La segona obra important fou The Echo (El ressò), també un vídeo, on mostra una escena dels Alps en el qual una figura diminuta toca el violoncel, i els sons simples de l'instrument es reflecteixen en les muntanyes. Aquests i d'altres components de l'exposició formava part d'una altra peça musical basada en el so de l'aire condicionat.
Tse va ser seleccionada per a una exposició individual a la Renaissance Society el 2005, titulada The Ich-Manifestation L'exposició constava de cinc obres de vídeo. La seva exposició Floating Memories (2009) al Isabella Stewart Gardner Museum fou una instal·lació on es fusionaven el so, escultures i una projecció de vídeo en què un disc de gramòfon sobre una catifa vella portava records de la infància.

## Exposicions rellevants
Entre 6 de maig i el 3 de juliol de 2011 es va poder veure a l'Espai 13 de la Fundació Joan Miró de Barcelona la seva obra Vertigen de la vida.